# Sieneke
Sieneke Ashley Kristel Baum-Peetersová (* 1. dubna 1992 Nijmegen) je nizozemská zpěvačka pop music, vystupující pouze pod křestním jménem Sieneke.
Je vyučenou kadeřnicí. Pěvecké kariéře se začala věnovat pod vedením zpěvačky a producentky Marianne Weberové. V roce 2007 vydala vlastním nákladem album It's My Dream, obsahující coververze hitů z osmdesátých let. S písní Pierre Kartnera „Ik ben verliefd (Sha-la-lie)“ vyhrála Nationaal Songfestival a reprezentovala Nizozemsko na Eurovision Song Contest 2010, kde vypadla v semifinále. Nazpívala desky Sieneke, která se v roce 2010 dostala na sedmé místo žebříčku MegaCharts, Eindeloos (2012) a De Liefde Die Lacht... (2016). Úspěch měla také se skladbami „Hé lekker ding!“ a „Blijf vannacht bij mij“. Moderovala pořad Sterren NL TOP20, zúčastnila se televizních soutěží Sterren Dansen op het IJs a Shopping Queens VIPS a reality show Expeditie Robinson.
V roce 2013 se provdala za Jana Bauma, mají syna Daniho a dceru Rosalie.